# Cleistanthus camerunensis
Cleistanthus camerunensis är en emblikaväxtart som beskrevs av J.Leonard. Cleistanthus camerunensis ingår i släktet Cleistanthus och familjen emblikaväxter.
Artens utbredningsområde är Kamerun. Inga underarter finns listade i Catalogue of Life.